# 市道112號
市道112號（觀音－崎頂），西起桃園市觀音區塘尾，東至桃園市大溪區崎頂，全長共計29.429公里。

## 支線

### 甲線
市道112甲線（南興－員樹林），為大溪交流道聯絡道，全長2.106公里。

## 歷史沿革
主線
- 原中壢市區縣道112主線，是走志廣路、中正路、到延平路右轉和市道110甲線共線一小段，左轉康樂路走龍岡地下道接龍岡路一、二段，後來將之主線中壢市區路段改道環西路、環南路和台1線共線到延平路口，接環南路二段過環南地下道、環南路三段、環中東路二段到龍岡路口接回舊主線，原中壢市區主線解編。

## 行經行政區域
主線
全線均位於桃園市境內。
| 觀音區 | 塘尾     | 0.000  | 台15線              | 公路起點                        |
| 觀音區 | 塘尾     | －     |                     |                                 |
| 觀音區 | 塘尾     | －     | 桃90線              | 桃90線起點                      |
| 觀音區 | 觀音市區 | －     | 桃89線              | 桃89線起點                      |
| 觀音區 | 觀音市區 | －     | 桃38線              | 桃38線起點                      |
| 觀音區 | 觀音市區 | －     | 市道115號           | 市道115線起點                   |
| 觀音區 | －       |        |                     |                                 |
| 觀音區 | 坑仔背   | －     | 台15線              |                                 |
| 觀音區 | 坡寮     | －     | 桃39線              | 桃39線終點                      |
| 觀音區 | －       |        |                     |                                 |
| 觀音區 | 水尾     | －     | 桃87線              | 桃87線起點                      |
| 觀音區 | 水尾     | －     |                     |                                 |
| 觀音區 | 水尾     | －     | 桃99線              | 桃99線起點                      |
| 觀音區 | －       |        |                     |                                 |
| 觀音區 | 新坡     | －     | 桃97線              | 桃97線起點                      |
| 觀音區 | 江厝     | －     | 桃97線              | （同上）                        |
| 觀音區 | 江厝     | －     | 桃84線              |                                 |
| 觀音區 | 江厝     | －     | 桃83線              | 與桃83線共線起點                |
| 觀音區 | 江厝     | －     | 桃83線              | 與桃83線共線終點                |
| 觀音區 | 崙坪     | －     | （地區道路）        |                                 |
| 觀音區 | 崙坪     | －     |                     |                                 |
| 觀音區 | 崙坪     | －     | 桃85線              | 桃85線起點                      |
| 中壢區 | 大崙     | －     | 桃85線              | （同上）                        |
| 中壢區 | 大崙     | －     |                     |                                 |
| 中壢區 | 大崙     | －     | 桃35-1線            | 桃35-1線終點                    |
| 中壢區 | 大崙     | －     | 桃41線              | 桃41線終點                      |
| 中壢區 | 大崙     | －     |                     |                                 |
| 中壢區 | 大崙     | 12.736 | 桃43線              | 桃43線終點                      |
| 中壢區 | 大崙     | 13.500 | 台31線              |                                 |
| 中壢區 | 大崙     | －     |                     |                                 |
| 中壢區 | 大崙     | －     | 桃43-1線            | 桃43-1線終點                    |
| 中壢區 | 三座屋   | －     | （地區道路）        |                                 |
| 中壢區 | 三座屋   | －     |                     |                                 |
| 中壢區 | 三座屋   | －     | （地區道路）        |                                 |
| 中壢區 | 三座屋   | －     |                     |                                 |
| 中壢區 | 三座屋   | 17.166 | 台1線               | 與台1線共線起點                 |
| 中壢區 | 三座屋   | 17.550 | 台1線 · 市道114號   | 0                               |
| 平鎮區 | 宋屋     | 17.550 | 台1線 · 市道114號   | 0                               |
| 平鎮區 | 宋屋     | －     | 台1線 · 桃78線      |                                 |
| 平鎮區 | 宋屋     | 19.050 | 台1線 · 市道110甲線 | 與台1線共線終點 市道110甲線終點 |
| 平鎮區 | －       |        |                     |                                 |
| 平鎮區 | 北勢     | 20.100 | 市道113號           |                                 |
| 平鎮區 | 北勢     | 20.850 | 市道113甲線         |                                 |
| －     |          |        |                     |                                 |
| 中壢區 | 石頭     | －     | （地區道路）        |                                 |
| 中壢區 | 石頭     | －     | 桃76線              | 桃76線起點                      |
| 中壢區 | 後寮     | －     | 桃76線              | （同上）                        |
| 中壢區 | 後寮     | －     | （地區道路）        |                                 |
| 中壢區 | 龍岡     | 23.121 | 桃77線              | 桃77線終點                      |
| 中壢區 | 龍岡     | －     | 桃74線              | 桃74線起點                      |
| 平鎮區 | 龍岡     | －     | （地區道路）        |                                 |
| 平鎮區 | 龍岡     | －     | 桃72線              | 0                               |
| 八德區 | 官路缺   | －     | 桃72線              | 0                               |
| 八德區 | 官路缺   | －     | （地區道路）        |                                 |
| －     |          |        |                     |                                 |
| 大溪區 | 南興     | －     | （地區道路）        |                                 |
| 大溪區 | 南興     | －     |                     |                                 |
| 大溪區 | 南興     | 26.800 | 市道112甲線         | 市道112甲線起點                 |
| 大溪區 | 南興     | －     |                     |                                 |
| 大溪區 | 南興     | －     | （地區道路）        |                                 |
| 大溪區 | 埔頂     | －     | 桃53線              |                                 |
| 大溪區 | 崎頂     | 29.429 | 台3線               | 公路終點                        |
| 共線   |          |        |                     |                                 |

甲線
全線均位於桃園市境內。
| 鄉鎮 市區 | 地點       | 里程 （km） | 交會道路  | 備註       |  |
| --------- | ---------- | ----------- | --------- | ---------- |  |
| 大溪區    | 南興       | 0.000       | 市道112號 | 公路起點   |  |
| 大溪區    | 南興       | －          | 桃64線    | 桃64線起點 |  |
| 大溪區    | 大溪端     | 0.675       | 台66線    |            |  |
| 大溪區    | 三塊厝     | －          | 桃64線    |            |  |
| 大溪區    | 大溪交流道 | 1.400       | 國道三號  |            |  |
| 大溪區    | 員樹林     | 2.106       | 台3線     | 公路終點   |  |
|           |            |             |           |            |  |

## 沿線路名
| 主線 - 信義路 - 甘泉街 - 中山路 - 環中路 - 忠愛路 - 中正路 - 志廣路 - 環西路 - 環南路 - 環中東路 - 龍岡路 - 龍南路 - 仁和路 | 甲線 - 永昌路 |

## 沿線設施與景點
| 主線 - 甘泉寺 - 桃園市觀音區觀音國民小學 - 桃園市觀音區崙坪國民小學 - 桃園市中壢區大崙國民小學 - 國立中央大學 - 桃園市平鎮區復旦國民小學 - 桃園市立平興國民中學 - 桃園市立平鎮高級中等學校 - 桃園市中壢區龍岡國民小學 - 龍岡森林公園 - 龍岡大操場 - 龍岡公園 - 龍岡圓環 - 桃園市平鎮區忠貞國民小學 - 桃園市大溪區南興國民小學 - 桃園市大溪區仁和國民小學 | 甲線 - 大溪端（台66線） - 大溪交流道（國道三號） |